# Округ Ред Лејк (Минесота)
Ред Лејк (енгл. Red Lake County) је округ у америчкој савезној држави Минесота.

## Демографија
По попису из 2010. године број становника је 4.089, што је 210 (-4,9%) становника мање него 2000. године.
| Група             | 2000.         | 2010.         |
| Белци             | 4.181 (97,3%) | 3.876 (94,8%) |
| Афроамериканци    | 8 (0,2%)      | 8 (0,2%)      |
| Азијати           | 3 (0,1%)      | 4 (0,1%)      |
| Хиспаноамериканци | 13 (0,3%)     | 101 (2,5%)    |
| Укупно            | 4.299         | 4.089         |